# X射線成像和光譜任務
X射線成像和光譜任務（XRISM，發音為crism），前身為 X射線天文恢復任務（ XARM），是日本宇宙航空研究開發機構（JAXA）的X射線天文學衛星，旨在研究宇宙的形成結構，和來自星系與活躍星系核流出物與暗物質方面提供突破。作為目前唯一的國際X射線天文台專案，“XRISM”將在做為X射線天文學領域的下一代太空望遠鏡上發揮作用，類似於詹姆斯·韋伯太空望遠鏡、費米太空望遠鏡和阿塔卡瑪大型毫米及次毫米波陣列（ALMA）天文台被放置在各自的領域。該任務是避免目前X射線望遠鏡之間潛在觀測週期間隙的權宜之計（錢卓拉、XMM-牛頓）和未來的那些（先進高能天體物理學望遠鏡（雅典娜號）、天貓X射線天文台）。由於Hitomi的丟失，如果沒有XRISM，X射線天文學可能會出現20世紀20年代初的空白期。在其制定過程中，XRISM/XARM也被稱為" ASTRO-H繼任者"或"ASTRO-H2"。

## 概述

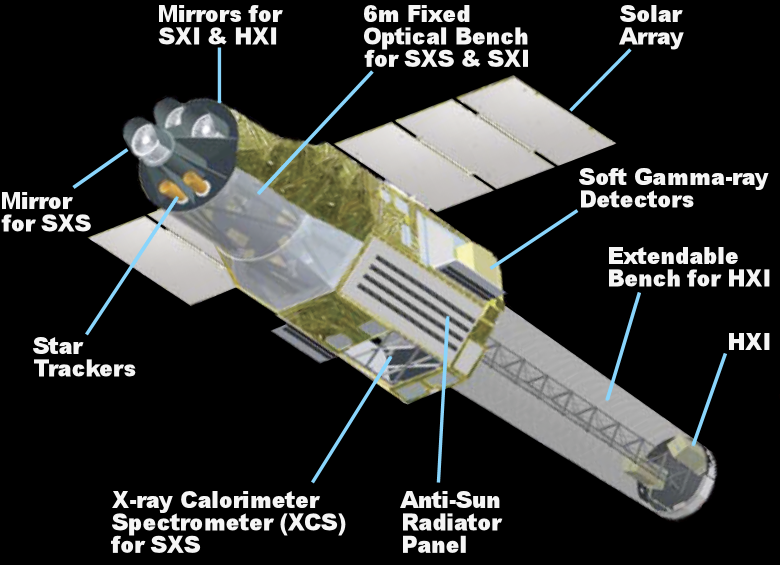
XRISM是以ASTRO-H為基礎的任務

隨著朱雀號在2015年9月退休，以及錢德拉X射線天文台和XMM-牛頓衛星上的探測器運行超過15年並逐漸老化，以及ASTRO-H（Hitomi）的失敗，意味著直到2035年雅典娜號發射之前，X射線天文學家在軟X射線觀測方面將有13年的空白期。 這可能給國際社會造成重大挫折，與20世紀20年代初一樣，詹姆斯·韋伯太空望遠鏡和30米望遠鏡等大型天文台進行的其它波長研究將開始，而可能沒有望遠鏡可以含蓋X射線天文學最重要的部分。缺乏新的任務也可能剝奪年輕天文學家從參與項目中獲得實踐經驗的機會。除了這些原因之外，被預期為"瞳" 恢復科學動機的結果，成為啟動"XRISM"專案的理由。“XRISM”已獲得ISAS的研究和管理諮詢委員會、日本高能天體物理學協會、NASA天體物理學小組委員會、NASA科學委員會、NASA諮詢委員會推薦。
計劃於 2023 年推出，XRISM 將恢復「瞳」丟失的科學，例如宇宙結構的形成，來自星系/活躍星系核的回饋，以及從恆星到星系團的物質循環歷史。這架太空望遠鏡還將作為歐洲先進高能天體物理學望遠鏡（雅典娜號）望遠鏡的科技演示器。包括美國國家航空暨太空總署和歐洲太空總署在內的多個航太機構正在參與此次任務。在日本，該項目由日本宇宙航空研究開發機構的太空和宇宙航行科學研究所（ISAS）部門領導，美國國家航空暨太空總署的戈達德太空飛行中心（GSFC）領導美國的參與。美國的投資預計將花費約8,000萬美元，與"瞳"（"Hitomi"）的投資金額大致相同。

### 相對於"瞳"（"Hitomi"）的更改
X射線成像和光譜任務將是ISAS首批設立單獨專案經理（PM）和主要研究員（PI）的項目之一。這項措施是ISAS專案管理改革的一部分，目的是防止"瞳"（"Hitomi"）的事故再次發生。在傳統的ISAS任務中，PM還負責NASA任務中通常分配給PI的任務。
GSFC的一個天文學家團隊建議將"XRISM"衛星與含有放射源的源衛星配對。"XRISM"將觀測源衛星，對其望遠鏡進行絕對校準，從而起到在軌X射線"標準燭光"的作用。憑藉其廣闊的有效面積，該望遠鏡可以通過觀測恆定的天體來源，在天空中建立幾個標準燭光。如果這一概念被證明是成功的，那麼像雅典娜和天猫這些的後續任務可能會有自己的源衛星。
雖然"瞳"有一系列從軟X射線到軟伽馬射線的儀器，但"XRISM"將聚焦於Resolve儀器（相當於"瞳"的SXS），以及對Resolve具有高親和力的Xtend（SXI）。硬X射線望遠鏡的取消是基於美國國家航空航太暨太空總署NuSTAR衛星的發射，這一發展在NeXT提案最初製定時沒有被考慮在內。NuSTAR的空間和能量分辯率類似於"瞳"的硬X射線儀器。一旦"XRISM"開始運作，與NuSTAR的合作觀測可能至關重要。同時，注意到了軟X射線和硬X射線頻寬邊界的科學價值；因此，正在考慮陞級"XRISM"的儀器，使其能够進行一部分硬X射線觀測。此外，還提出了一種能力超過"瞳"的硬X射線望遠鏡方案。FORCE（Focusing On Relativistic universe and Cosmic Evolution，聚焦於相對論宇宙和宇宙演化）太空望遠鏡是下一次ISAS競爭性中型任務的候選望遠鏡。如果被選中，"FORCE"將在20世紀20年代中期後發射，目的是與雅典娜同時進行觀測。

## 歷史
在"瞳"任務提前終止後，日本宇宙航空研究開發機構於2016年6月14日宣佈了重建衛星的提議。前期準備項目團隊XARM成立於2016年10月 In the U.S. side, formulation began in the summer of 2017.。2017年6月，歐空局宣佈他們將參加XRISM，作為一項機遇任務。

## 儀器
XRISM將攜帶兩台用於研究軟X射線能量範圍的儀器Resolve和Xtend。該衛星將為每種儀器配備望遠鏡，SXT-I（成像儀軟X射線望遠鏡）和SXT-S（光譜儀軟X射線天文望遠鏡）。這一對望遠鏡的焦距為5.6米（18英尺）。

### Resolve
Resolve是由美國國家航空暨太空總署和戈達德太空飛行中心開發的X射線微量熱量計。因為開發SXS還剩下一些適合太空環境的合格硬體，這些備件可能用於構建Resolve，所以該儀器可能不是"瞳”的SXS的完全再製造。

### Xtend
Xtend是一種X射線CCD相機。與Resolve不同，其是"內置列印"版本的前身，Xtend的不同之處在於其能量解析度是對"瞳"的SXI改進。

## 註解
1. ↑  Saku Tsuneta, director general of ISAS describes ATHENA as being a "super ASTRO-H"
2. ↑  Hitomi/ASTRO-H was known as New X-ray Telescope (NeXT) during its proposal stage

## 外部連結
- XRISM （页面存档备份，存于） official website
- X-Ray Imaging and Spectroscopy Mission (XRISM) （页面存档备份，存于） at JAXA
- X-ray Imaging and Spectroscopy Mission （页面存档备份，存于） at NASA Goddard Space Flight Center
- Beyond the loss of Hitomi （页面存档备份，存于） （日語）